# Godim
Godim é uma localidade portuguesa do Município do Peso da Régua que foi sede da extinta Freguesia de Godim, freguesia que tinha 4,18 km² de área e 4 667 habitantes (2011), e, por isso, uma densidade populacional de 1 116,5 hab/km². 
A Freguesia de Godim foi extinta (agregada), tendo sido agregada à freguesia de Peso da Régua para formar uma nova freguesia denominada União das Freguesias de Peso da Régua e Godim com a sede em Peso da Régua. Actualmente Godim comparte com a freguesia do Peso da Régua a cidade da Régua.
Godim foi vila e sede de concelho até 1837. Este era constituído apenas pela freguesia da sede e tinha, em 1801, 1 215 habitantes. Nesta freguesia nasceu e morreu D. Antónia Adelaide Ferreira, conhecida por Ferreirinha.
O nome de Godim deriva do nome suevo Goodwin.[carece de fontes?]

## População
| Número de habitantes | Número de habitantes | Número de habitantes | Número de habitantes | Número de habitantes | Número de habitantes | Número de habitantes | Número de habitantes | Número de habitantes | Número de habitantes | Número de habitantes | Número de habitantes | Número de habitantes | Número de habitantes | Número de habitantes |
| -------------------- | -------------------- | -------------------- | -------------------- | -------------------- | -------------------- | -------------------- | -------------------- | -------------------- | -------------------- | -------------------- | -------------------- | -------------------- | -------------------- | -------------------- |
| 1864                 | 1878                 | 1890                 | 1900                 | 1911                 | 1920                 | 1930                 | 1940                 | 1950                 | 1960                 | 1970                 | 1981                 | 1991                 | 2001                 | 2011                 |
| 2 077                | 2 063                | 2 482                | 2 396                | 2 472                | 2 198                | 2 720                | 3 457                | 3 462                | 3 240                | 3 576                | 4 896                | 5 028                | 4 951                | 4 667                |

(Obs.: Número de habitantes "residentes", ou seja, que tinham a residência oficial neste município à data em que os censos se realizaram.)